# Armando Tobar
Armando Segundo Tobar Vargas (Viña del Mar, Región de Valparaíso; 7 de junio de 1938-Viña del Mar, 18 de noviembre de 2016) fue un futbolista profesional chileno que se desempeñó como delantero, y posteriormente, también desarrolló una carrera de entrenador. Consiguió los campeonatos nacionales de 1958 con Santiago Wanderers y de 1966 con Universidad Católica. Como seleccionado nacional, integró el equipo de Chile en la Copa Mundial de Fútbol de 1962 y 1966.

## Trayectoria
Comenzó a jugar fútbol en el Cruz Verde del barrio Santa Inés de Viña del Mar, para posteriormente pasar a las infantiles de Everton. En 1954 llegó a Santiago Wanderers, en donde consiguió el campeonato nacional de 1958 y los títulos de Copa Chile en 1959 y 1961.
En enero de 1962 fue traspasado a Universidad Católica, en donde se consagró campeón en 1966. En 1968 resultó vencedor junto al equipo cruzado en una más de las definiciones entre Universidad Católica y Universidad de Chile, en esa ocasión por la 
clasificación a Copa Libertadores, donde Tobar se desempeñó como jugador y entrenador interino debido al alejamiento de Fernando Riera.

## Selección nacional
Fue seleccionado en el Sudamericano de 1959, en las Copas Mundiales de Chile 1962, en donde consiguió el tercer lugar, y de Inglaterra 1966, y en el Campeonato Sudamericano 1967. En total disputó 42 partidos y anotó en 5 oportunidades.

### Participaciones en Copas del Mundo
| Mundial                        | Sede       | Resultado     | Partidos | Goles |
| ------------------------------ | ---------- | ------------- | -------- | ----- |
| Copa Mundial de Fútbol de 1962 | Chile      | Tercer puesto | 4        | 0     |
| Copa Mundial de Fútbol de 1966 | Inglaterra | Primera fase  | 1        | 0     |

## Clubes

### Como jugador
| Club                 | País  | Año       |
| -------------------- | ----- | --------- |
| Santiago Wanderers   | Chile | 1954-1961 |
| Universidad Católica | Chile | 1962-1970 |

### Como entrenador
| Club               | País  | Año       |
| ------------------ | ----- | --------- |
| Huachipato         | Chile | 1975      |
| O'Higgins          | Chile | 1976-1977 |
| Audax Italiano     | Chile | 1978      |
| Huachipato         | Chile | 1978      |
| Santiago Wanderers | Chile | 1981      |
| Everton            | Chile | 1985-1986 |
| Rangers            | Chile | 1986      |
| Everton            | Chile | 1991      |
| Santiago Wanderers | Chile | 1992      |

## Palmarés

### Torneos nacionales
| Título           | Club                 | País  | Año  |
| ---------------- | -------------------- | ----- | ---- |
| Primera División | Santiago Wanderers   | Chile | 1958 |
| Copa Chile       | Santiago Wanderers   | Chile | 1959 |
| Copa Chile       | Santiago Wanderers   | Chile | 1961 |
| Primera División | Universidad Católica | Chile | 1966 |

### Torneos internacionales
| Título                      | Equipo (*)         | Sede  | Año  |
| --------------------------- | ------------------ | ----- | ---- |
| 3er lugar Copa Mundial 1962 | Selección de Chile | Chile | 1962 |